# جیک فلاننیگان
جیک فلاننیگان (انگلیسی: Jake Flannigan؛ زادهٔ ۲ فوریهٔ ۱۹۹۶) بازیکن فوتبال اهل بریتانیا است.
از باشگاه‌هایی که در آن بازی کرده‌است می‌توان به باشگاه فوتبال ساوت‌همپتون اشاره کرد.